# Atholus philippinensis
Atholus philippinensis (лат.) — вид жуков-карапузиков из подсемейства Histerinae (триба Histerini, Histeridae). Встречается в Юго-Восточной Азии: Филиппины; Малайзия; Индонезия (Суматра, Борнео, Ява); Мьянма, Вьетнам; Индия (Мегхалая); южный Китай (Хайнань); Тайвань.

## Описание
Мелкие жуки-карапузики, длина тела около 5 мм. Тело продолговато-овальное, умеренно выпуклое, однородно чёрное. Данный вид можно отличить от близких видов по целым дорсальным бороздкам надкрылий 1—3 (четвертая полоса неполная) и плотной пунктировке пропигидия и пигидия. Среди филиппинских видов он самый крупный по размеру, с заметно более широкими надкрыльями и задними углами переднеспинки. Число зубцов внешнего сублатерального края протибия равно четырем.
Этот вид обитает в разлагающихся банановых пнях и часто встречается вместе с некоторыми видами Platylister (Platysomatini, Histerinae, Histeridae).

## Классификация
Вид был впервые описан в 1854 году французским энтомологом Sylvain Auguste de Marseul (1812—1890) под названием Hister philippinensis Marseul, 1854. С 1906 года в составе рода Atholus (Histerinae, триба Histerini).